# Blimbing (Sluke)
Blimbing is een bestuurslaag in het regentschap Rembang van de provincie Midden-Java, Indonesië. Blimbing telt 283 inwoners (volkstelling 2010).